# ليف هانسن (لاعب كرة قدم)
ليف هانسن (بالدنماركية: Leif Hansen)‏ هو لاعب كرة قدم دنماركي، ولد في 16 فبراير 1955.

## وصلات خارجية
- ليف هانسن (لاعب كرة قدم) على موقع قاعدة بيانات كرة القدم.إي يو (الإنجليزية)
- ليف هانسن (لاعب كرة قدم) على موقع عالم كرة القدم.نت (الإنجليزية)